# Pleurotomella clathurellaeformis
Pleurotomella clathurellaeformis é uma espécie de gastrópode do gênero Pleurotomella, pertencente a família Raphitomidae.